# Harry Potter et l'Ordre du Phénix (jeu vidéo)
 (octobre 2019).
Si vous disposez d'ouvrages ou d'articles de référence ou si vous connaissez des sites web de qualité traitant du thème abordé ici, merci de compléter l'article en donnant les références utiles à sa vérifiabilité et en les liant à la section « Notes et références ».
Harry Potter et l'Ordre du Phénix est un jeu vidéo d'action-aventure sorti en 2007 sur Game Boy Advance, Nintendo DS, PlayStation 2, PlayStation Portable, Windows, Xbox 360, PlayStation 3 et Nintendo Wii. Le jeu a été édité par Electronic Arts.
Harry Potter et l'Ordre du Phénix coïncide avec la sortie du 5e film de la saga.

## Personnages
Sur les versions PC et Wii, le joueur (un seul joueur possible) incarne Harry Potter, ou encore Fred, George, Sirius ainsi qu'Albus Dumbledore quand l'intrigue l'oblige et doit résoudre les énigmes en rapport avec l'histoire du livre et du film, jusqu'à l'affrontement final avec Voldemort.
Harry Potter et l'Ordre du Phénix est le premier jeu vidéo de la franchise Harry Potter à proposer un doublage des personnages virtuels par les interprètes respectifs du film, à quelques exceptions notables comme Harry Potter, doublé par Adam Sopp (en), et Hermione Granger doublée par Harper Marshall (en).

## Nouveauté
La grande nouveauté de ce 5e jeu est de pouvoir se promener entièrement et librement dans le château et le parc de Poudlard, sans temps de chargements entre les différentes salles. Pour ne pas se perdre, le joueur a la possibilité d'utiliser la carte du Maraudeur, qui va lui permettre d'être guidé dans l'enceinte du château pour rejoindre un lieu ou un personnage précis.